# 有価証券報告書
有価証券報告書（ゆうかしょうけんほうこくしょ）とは、金融商品取引法で規定されている、事業年度ごとに作成する企業内容の外部への開示資料である。略して有報（ゆうほう）と呼ばれることもある。本項では朝陽会が発行し、全国官報販売組合が発売する有価証券報告書総覧についても記述する。

## 根拠法令
- 提出根拠法令：金融商品取引法 第24条
- 提出様式及び内容の根拠：企業内容等の開示に関する内閣府令

## 報告書提出の義務・期限
次のような株式会社には、各事業年度終了後、3か月以内の金融庁への提出が義務づけられている。
- 金融商品取引所（証券取引所）に株式公開している会社
- 店頭登録している株式の発行会社
- 有価証券届出書提出会社 - 有価証券届出書とは、1億円以上の有価証券（株券や社債券など）の募集（新規発行）または売出しを行う際に、有価証券の発行者が金融商品取引法第4条・5条に基づき、内閣総理大臣（窓口は財務局）に提出することが義務づけられている書類。発行する会社の営業状況や事業の内容、および有価証券の発行条件などが記載されている。
- 過去5年間において、事業年度末日時点の株券もしくは優先出資証券の保有者数が1000人以上となったことがある会社（ただし、資本金5億円未満の会社を除く）

2004年6月より、各財務局に提出される報告書は原則としてEDINETへの電子提出が義務付けられ、これまでの紙面による提出はできなくなった。
会社法施行により、有価証券報告書提出が義務付けられている会社の場合、自社ウェブサイトでの決算公告記載の代わりに、有報の提出をもって代えている会社もある。この場合はEDINETへリンクを張っている。
2013年8月9日に、東京証券取引所有価証券上場規程施行規則が改正され、同時に有価証券報告書の提出遅延による上場廃止基準が改正された。有価証券報告書の提出遅延による上場廃止基準は以下の通りである。
- 法定提出期限の1か月以内に提出しなかった場合
- 天災地変等、上場会社の責めに帰すべからざる事由による場合は、法定提出期限の3か月以内に提出しなかった場合
- 内閣総理大臣から有価証券報告書等の提出期間の延長の承認を得た場合は、 承認を得た期間の経過後、休業日を除く8日以内に提出しなかった場合

法定提出期限は前述のとおりであるが、コーポレートガバナンス（企業統治）改革が進展してくるに従い株主総会での議決権行使や投資判断に生かしたいという要望が（特に海外の機関投資家から）高まり、金融庁では2024年6月から株主総会前のタイミングで開示ができる環境整備について検討を進めた。そして2025年3月28日に日本国内の全上場企業約4,000社に株主総会の開催日よりも前に提出・開示するよう要請を行っている。
2025年3月時点での開示時期は、総会前の開示が1.5%、総会当日の開示は45%、総会から３日後までが90%以上となっている。

## 報告書の内容
主な項目は、次のようなものである（連結決算を行っている一般事業会社の場合）
1. 企業情報
  1. 企業の概況
    1. 主要な経営指標等の推移
    2. 沿革
    3. 事業の内容
    4. 関係会社の状況
    5. 従業員の状況

  2. 事業の状況
    1. 経営方針、経営環境及び対処すべき課題等
    2. サステナビリティに関する考え方及び取組
    3. 事業等のリスク
    4. 経営者による財政状態、経営成績及びキャッシュ・フローの状況の分析
    5. 経営上の重要な契約等
    6. 研究開発活動

  3. 設備の状況
    1. 設備投資等の概要
    2. 主要な設備の状況
    3. 設備の新設、除却等の計画

  4. 提出会社の状況
    1. 株式等の状況（株式の総数、新株予約権の状況、大株主の状況など）
    2. 自己株式の取得等の状況
    3. 配当政策
    4. コーポレート・ガバナンスの状況（役員の状況、監査の状況、役員の報酬等、株式の保有状況など）

  5. 経理の状況
    1. 連結財務諸表等
      1. 連結財務諸表
        1. 連結貸借対照表
        2. 連結損益計算書
        3. 連結包括利益計算書
        4. 連結株主資本等変動計算書
        5. 連結キャッシュ・フロー計算書
        6. 連結附属明細表

      2. その他

    2. 財務諸表等
      1. 財務諸表
        1. 貸借対照表
        2. 損益計算書
        3. 株主資本等変動計算書
        4. 附属明細表

      2. 主な資産及び負債の内容
      3. その他

  6. 提出会社の株式事務の概要
  7. 提出会社の参考情報
    1. 提出会社の親会社等の情報
    2. その他の参考情報
2. 提出会社の保証会社等の情報
3. 監査報告書

同様に、事業年度を3か月毎（四半期）に区切って、前事業年度の有価証券報告書と比較して変動があった情報を開示する「四半期報告書」もある。
報告書の内容は、財務局や証券取引所で閲覧できるほか、自社のウェブサイトにPDFファイルの形で登録してあることも多い。また、報告書の提出義務のある会社は、金融庁の電子開示・提出システム「EDINET」を通じて電子提出することが義務づけられており、同庁が設置したウェブサーバ経由での縦覧が可能。

## 有価証券報告書総覧
有価証券報告書総覧（以下総覧という）は1961年3月期から2003年11月期まで国立印刷局（当時は大蔵省印刷局→財務省印刷局）が発行し、2003年12月期から朝陽会が発行し、全国官報販売組合が発売している。この項目では発行後の歴史について記述する。
- 1966年：総覧のレイアウトを全面変更。この時に総覧の記載スタイルがほぼ確立された。役員の略歴に「昭和○年○月入社（以下省略）、昭和○年○月代表取締役社長に就任、現在に至る」から1行ごとに「昭和○年○月入社（以下省略）昭和○年○月代表取締役社長に就任」に変更。提出会社の名前入りの印鑑、代表取締役社長の印鑑が入るようになった。
- 1967年：公認会計士法の改正により「公認会計士の監査証明」の表示を「公認会計士または監査法人の監査証明」に変更。
- 1971年：証券取引法の改正に伴い、総覧のレイアウトを一部変更。公認会計士または監査法人の監査証明の記述を廃止。所有者の状況から株主の地域別分布を廃止。株式事務の内容を最後尾に移動。役員の所有株式数を全株表示から千株表示に変更の4点が挙げられる。
- 1972年：証券取引法の改正に伴い年1回決算の企業に半期報告書提出が義務化され、半期報告書が発行されるようになる（例として3月決算の企業は9月中間期の報告書を提出）。
- 1977年：公認会計士法の改正に伴い半期報告書に公認会計士あるいは監査法人の監査証明が義務化され、その旨が記載される。
- 1978年：連結財務諸表が義務化され、連結財務諸表が発行されるようになる。また、「有価証券報告書を利用される方に」の項目を6項目から2項目に変更（上場企業の増加に伴い簡素化）。
- 1983年：役員の略歴の最後尾に「会社と役員との間の重要な取引」が追加される。
- 1987年：会社の概要の「最近3年間の事業年度別株価」が「最近5年間の事業年度別株価」に変更され、また前年度の監査証明書も合わせて記載されるようになる。
- 1988年：役員の略歴から住居表示を削除。
- 1992年：連結財務諸表が本決算に統合され、新たに企業集団の概況が追加される。
- 1994年：商法の改正に伴い監査役会の設置が義務化され、役員の略歴の最後尾に「監査役○○は商法特例法第18条に定める社外監査役である」旨が添えられるようになる。また「主要な経営指標等の推移」が追加される。
- 1998年：大蔵省の一部再編に伴い、提出先が「大蔵大臣殿」から「○○財務局長殿」に変更される（ただし1993年から提出企業の一部が「大蔵大臣殿」から「○○財務局長殿」に変更していた）。
- 2000年：証券取引法の改正に伴い情報開示制度が連結ベース化され、企業集団の概況が先に来るようなる。役員間の親族関係がある場合はその旨も合わせて追加された。
- 2001年：中央省庁再編に伴い、発行元が財務省印刷局に変更される。
- 2003年：発行元が国立印刷局に変更される。
- 2004年：発行元が朝陽会に変更され、全国官報販売組合が販売するようになる。
- 2008年：金融商品取引法の施行に伴い、四半期報告書が発行されるようになる。

なお、慶應義塾大学図書館に所蔵されている総覧の大半（2005年9月中間期発行分まで）はGoogle ブックスで最長5年間分を読むことができるほか、東京大学の東京大学経済学図書館・経済学部資料室では1985年3月期（一部除く）までの総覧を読むことができる。

## 虚偽記載
有価証券報告書の虚偽記載は、金融商品取引法に違反する犯罪で、同法197条により、個人は10年以下の懲役若しくは1000万円以下の罰金又は併科、法人は7億円以下の罰金と定められている。また金融商品取引所（証券取引所）の上場廃止基準に該当してしまう。虚偽記載を行った上で金融商品取引所（証券取引所）の上場を維持し、虚偽記載を行った有価証券報告書の縦覧が開始された当日以降にその企業の株式を取得し、かつ証券取引等監視委員会による強制調査当日以降もその株式を保有していた場合は、同法第21条で、株主による損害賠償請求権が発生することになる（但し、その株式を強制調査前日までに売却したり、強制調査当日以降に取得した株式は株主による損害賠償請求権は発生しない）。このため、虚偽記載が発覚すると、上場企業やその経営陣にとっては、きわめて深刻な事態を迎えることになる。
最近では、2004年に発覚した西武鉄道の有価証券報告書におけるコクドの持株数に関する長年の虚偽記載に対して、当時のコクド会長堤義明に懲役2年6か月、罰金500万円、執行猶予4年、法人としての西武鉄道に罰金2億円、法人としてのコクドに罰金1億5千万円を課した、2005年10月27日の東京地裁判決が確定している。また、西武鉄道株式は、それに先立つ2004年12月17日をもって、東京証券取引所第1部の上場が廃止された。
同様の株主に関する虚偽記載としては、日本テレビ放送網も、讀賣新聞社の会長渡邉恒雄の個人名義と記載していた株式が讀賣新聞社の実質所有する株式である事を公表し、2004年11月5日有価証券報告書を訂正した。これに対し、東京証券取引所は、ただちに同日深夜、日本テレビ放送網株の監理銘柄移行を発表した。しかし、投資家への影響は重大ではなく上場廃止基準に該当しないと判断し、同年11月19日に市場第1部にスピード復帰させている。
財務内容に関する虚偽記載としては、ライブドアおよびライブドアマーケティング（現 メディアイノベーション）が、架空の売上の計上などを理由に、2006年に東証のマザーズ市場において上場廃止になっている。また、当時のライブドア社長の堀江貴文などの経営陣は、この虚偽記載と偽計及び風説の流布にからむ証券取引法(現金融商品取引法)違反容疑で起訴された。第1審の東京地裁では実刑の有罪判決が下され、第2審の東京高裁で控訴が棄却されたため、禁固刑2年6か月の実刑が確定した。
一方、株式上場の維持を目的とした虚偽記載としては、インデックスが、2011年8月期と2012年8月期の2期連続で債務超過にあったにもかかわらず、資産超過とした虚偽の有価証券報告書を提出し、2013年7月28日の東証のジャスダック上場廃止までインデックス株式を上場させていた。当時のインデックス会長であった落合正美と社長であった落合善美はこの虚偽記載にからむ金融商品取引法違反容疑で起訴された。第1審の東京地裁では実刑判決が下され、第2審の東京高裁では控訴が棄却された。法人自体は2013年11月に他社へ事業譲渡していたことや、2014年4月に民事再生手続廃止を受けたことに伴い起訴猶予となった。

## Form 10-K
アメリカ合衆国において、有価証券報告書に相当する書類をForm 10-K（英語）という。これは、事業年度ごとに証券取引委員会に提出される。また、四半期報告書に相当する書類はForm 10-Q（英語）という。